# Aeropuerto Internacional Santa Bernardina
El Aeropuerto Internacional de Alternativa de Durazno «Santa Bernardina»» (IATA: DZO, OACI: SUDU) es un aeropuerto público y militar que sirve a la ciudad de Durazno, en Uruguay, situado en la localidad de Santa Bernardina, a 3 km al este de Durazno. Se lo considera un aeropuerto tanto público como militar, debido a que comparte sus instalaciones con la Base Aérea Tte. 2° Mario W. Parallada de la Fuerza Aérea Uruguaya.
Actualmente opera vuelos domésticos e internacionales no regulares, tanto bajo reglas de vuelo instrumental como bajo reglas de vuelo visual, y su categoría OACI es 4E.

## Historia
Inaugurado el día domingo 14 de abril del año 1977, contó con la presencia del entonces presidente interino Aparicio Méndez.
Su función primordial fue, hasta la concesión del Aeropuerto Internacional de Punta del Este en 1993, servir como parada alternativa a los vuelos que, por razones climatológicas, no pudieran aterrizar en el Aeropuerto Internacional de Carrasco.
El aeropuerto de Santa Bernardina en Durazno cuenta con servicios básicos como Bomberos,atención médica y planta de reabastecimiento de combustible.

### Actualidad
El aeropuerto de Durazno es administrado y mantenido por el Ministerio de Defensa Nacional. El equipamiento y la tecnología de esta terminal ha quedado casi obsoleto debido a limitaciones financieras, por lo que en diciembre de 2020 el gobierno uruguayo creó el Sistema Nacional de Aeropuertos Internacionales (SNAI), con el fin de priorizar el desarrollo de servicios aeroportuarios en el país. En abril de 2021 se estableció que Durazno sería uno de los ocho aeropuertos que integrarían este sistema. El poder ejecutivo prevé licitar la concesión de sus operaciones a privados por un mínimo de 30 y un máximo de 50 años. Los requisitos son llevar a cabo obras de infraestructura y acondicionamiento de pistas, tecnología de control de vuelos y modernización de servicios de tierra para aumentar la capacidad de aeronaves de pasajeros y cargas.

## Pistas
El aeródromo cuenta con dos pistas de aterrizaje. La pista 03/21 es de concreto asfáltico y hormigón, y tiene una longitud de 2279 metros de largo y 45 de ancho. La pista 10/28 es de concreto asfáltico y tiene una longitud de 1452 metros de largo y 30 de ancho.

## Aerolíneas y destinos

### Destinos nacionales cesados
- PLUNA
  - Montevideo, Uruguay / Aeropuerto Internacional de Carrasco
  - Montevideo, Uruguay / Aeropuerto Internacional Ángel S. Adami
  - Rivera, Uruguay / Aeropuerto Internacional Presidente General Óscar D. Gestido
  - San Gregorio de Polanco, Uruguay / Aeródromo San Gregorio
  - Tacuarembó, Uruguay / Aeropuerto Departamental de Tacuarembó

- Transporte Aéreo Militar Uruguayo (TAMU)
  - Montevideo, Uruguay / Aeropuerto Internacional de Carrasco

## Estadísticas
En 2020 se realizaron 43 vuelos nacionales y 2 vuelos internacionales de taxis aéreos, y transitaron un total de 24 pasajeros internacionales; sin embargo, no hubo tránsito de pasajeros nacionales.

## Acceso
El aeropuerto se encuentra sobre la ruta 5, a la altura del kilómetro 186, en la localidad de Santa Bernardina. Se accede a la ciudad de Durazno por esta ruta al sur. La ciudad cuenta con servicio de taxis a requerimiento y hay servicio de ómnibus diario diurno.